# П'єр Луїджі Керубіно
П'єр Луїджі Керубіно (ісп. Pier Luigi Cherubino, нар. 15 жовтня 1971, Рим) — іспанський футболіст італійського походження, що грав на позиції нападника.
Виступав, зокрема, за «Тенерифе», «Реал Бетіс» та «Реал Сарагоса», а також національну збірну Іспанії.

## Клубна кар'єра
Народився у Римі в Італії, але дитинство провів на остові Тенерифе у містечку Пуерто-де-ла-Крус. Там же розпочав займатись футболом у місцевій команді «Тенерифе». 15 вересня 1990 року він дебютував у її складі у Прімері в грі проти «Спортінга» (Хіхон) (0:0), а 5 січня 1991 року він забив свій перший гол в іспанському вищому дивізіоні в матчі проти «Реала Бетіс» (1:1). Загалом грав на «Тенерифе» до кінця сезону 1993/94, взявши в тому числі участь у Кубку УЄФА тому сезоні.
Влітку 1994 року перейшов у «Спортінг» (Хіхон), за який протягом наступного сезону забив одинадцять голів у чемпіонаті, плюс два м'ячі в матчі плей-оф проти «Льєйди» (2:2, 3:2) і три в Кубку короля, чим зацікавив більш сильні клуби Іспанії. В результаті П'єр перейшов у «Реал Бетіс», де став основним гравцем команди з самого початку і виступав протягом 2 років, створюючи атакуючу лінію з іспанським збірником Альфонсо Пересом та поляком Войцехом Ковальчиком, забивши за цей час 23 м'ячі за «Бетіс».
У сезоні 1997/98 П'єр виступав за «Сарагосу», втім у новій команді результативність нападника зникла і він забив лише один голу у Ла Лізі, через що повернувся до рідного «Тенерифе». У 1999 році П'єр вилетів з командою до Сегунди, але залишився у команді і 2001 року під керівництвом Рафаеля Бенітеса допоміг клубу повернутись до еліти, де провів ще пів року. Всього протягом десяти сезонів він провів 227 матчів у Ла Лізі.
На початку 2002 року став гравцем клубу другого дивізіону «Екстремадура», який не зумів врятувати від вильоту до третього дивізіону і влітку того ж року став гравцем іншої команди Сегунди «Тарраса», де провів наступний сезон, але не забив жодного голу у чемпіонаті.
У 2003—2005 року грав за «Лагуну» у Терсері, четвертому дивізіоні Іспанії, а завершив ігрову кар'єру у команді «Алькала», з якою вилетів із Сегунди Б за підсумками сезону 2005/06 років.

## Виступи за збірні
1991 року дебютував у складі юнацької збірної Іспанії (U-20), з якою брав участь у молодіжному чемпіонаті світу 1991 року в Португалії, де забив 3 голи у 4 матчах і дійшов з командою до чвертьфіналу.
Протягом 1991–1994 років залучався до складу молодіжної збірної Іспанії, разом з якою брав участь у молодіжному чемпіонаті Європи 1994 року у Франції, здобувши бронзові нагороди.
12 жовтня 1994 року зіграв свою єдину гру у складі національної збірної Іспанії, замінивши на 63 хвилині Хуліо Салінаса в матчі відбору на чемпіонат Європи 1996 року проти Македонії (2:0).

## Кар'єра тренера
У жовтні 2018 року П'єр став головним тренером жіночого футбольного клубу «Гранаділья» з іспанської Прімери. З командою зайняв 4-те місце за підсумками сезону 2018/19, повторивши найвищий результат клубу в історії, після чого у травні покинув посаду.
29 грудня 2019 року П'єр очолив жіночу команду «Реал Бетіс» до кінця сезону.